# Phaloe vogli
Phaloe vogli là một loài bướm đêm thuộc phân họ Arctiinae, họ Erebidae.